# Spriggan
Spriggan es una criatura imaginaria de la mitología del pueblo córnico; particularmente asociados con el distrito de Penwith en Cornualles. Su nombre deriva del dialecto plural espíritus en el idioma córnico. 
Criaturas diminutas, tan parecidas a los piskies que pueden ser las mismas hadas con otro nombre. Pero pueden incrementar su tamaño a grandes proporciones, por lo que se consideran fantasmas de viejos gigantes. También son descritos como guardaespaldas de las hadas, y comparados con los trol de Escandinavia.
Los spriggans eran representados como hombres viejos grotescamente feos y con grandes cabezas de niño; y se encontraban en ruinas, cairns y túmulos, donde custodiaban tesoros. Los spriggans eran conocidos por sus disposiciones desagradables, y por estar dispuestos a realizar travesuras contra aquellos que los ofendían. Además eran culpados de robo de casas o ganado y el colapso de edificios.